# Reiner-Kunze-Preis
Der Reiner-Kunze-Preis (offizieller Name Reiner-Kunze-Preis der Erzgebirgssparkasse und der Stadt Oelsnitz) ist ein Literaturpreis, der alle zwei Jahre vergeben wird, um literarische Leistungen im Sinne von „Poesie als Widerstand“ zu würdigen.

## Geschichte
Der Preis wurde 2006 zur besondere Würdigung der Lebensleistung Reiner Kunzes ins Leben gerufen durch Kunzes Geburtsstadt Oelsnitz im Erzgebirge, die Sparkasse Erzgebirge und den Sächsischen Schriftstellerverein Chemnitz e.V.
Die Verleihung des Reiner-Kunze-Preises richtet sich an künstlerische Leistungen auf höchstem sprachlichem Niveau. Der Preis fördert literarische Bemühungen, wo Poesie als Widerstand existiert – nicht das Politische direkt, sondern die sprachliche Gewandtheit als weitgefasste  Welt-Anschauung in des Wortes direkter Bedeutung, wie es gerade Reiner Kunzes Werken innewohnt. Leben oder Werk der Gewürdigten sollte direkt oder indirekt mit der Region Erzgebirge verknüpft sein. Die Auszeichnung kann für Einzelwerke oder ein Gesamtwerk vergeben werden.
Die Preiskommission richtet vorrangig einen Blick auf die häufig in zweiter Reihe stehenden Übersetzer und deren Bemühen, den ursprünglichen, in Worte gefassten Gedanken in der neuen Sprache wiederzufinden. Die feierliche Preisverleihung findet jeweils im Mai in Oelsnitz/Erzgeb. statt. Der Preis ist mit 4000 Euro dotiert.

## Preisträger

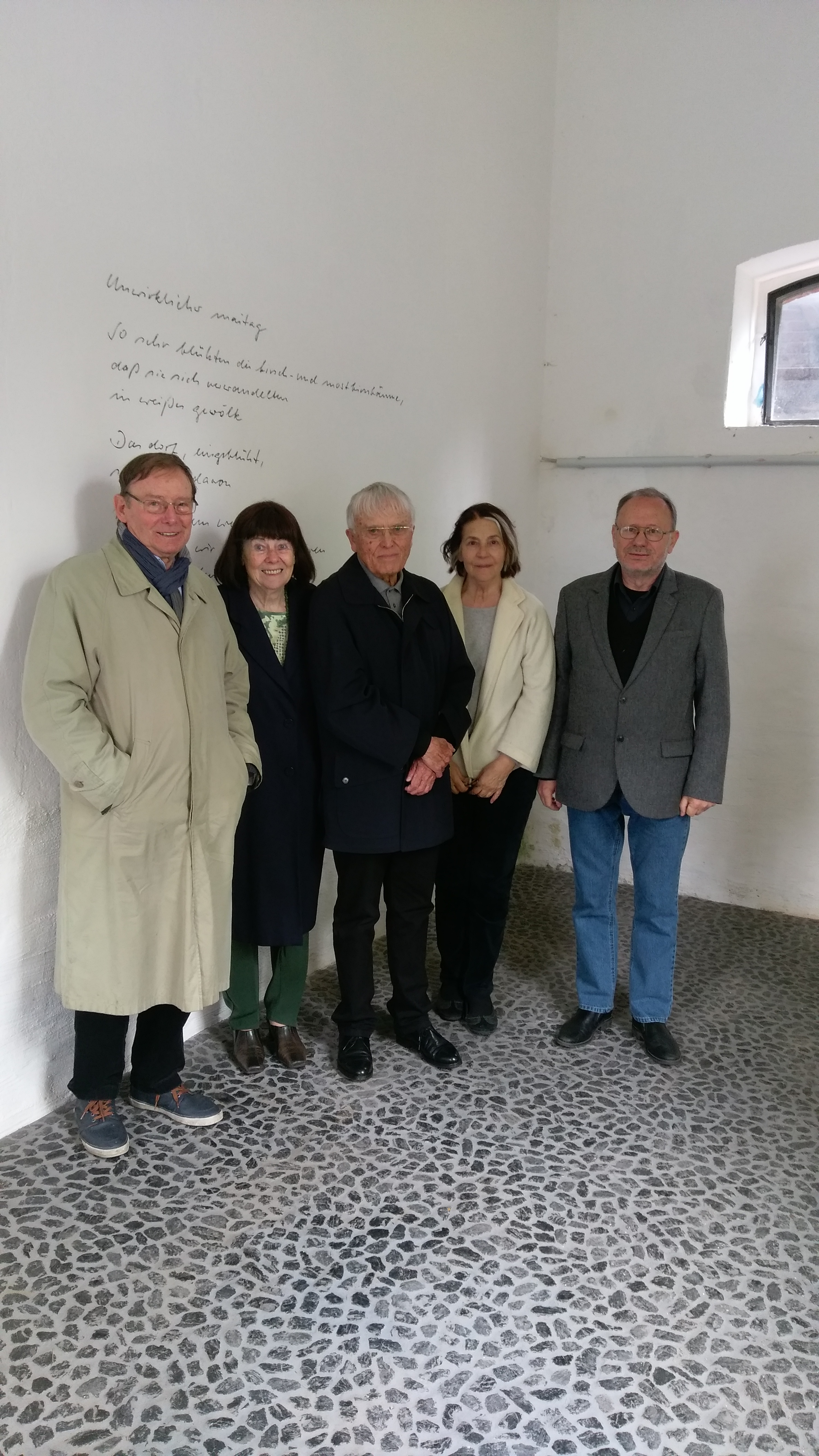
Petro Rychlo, der Preisträger 2017, mit Helga von Löwenich, Reiner und Elisabeth Kunze und Laudator Hans Dieter Zimmermann 2017

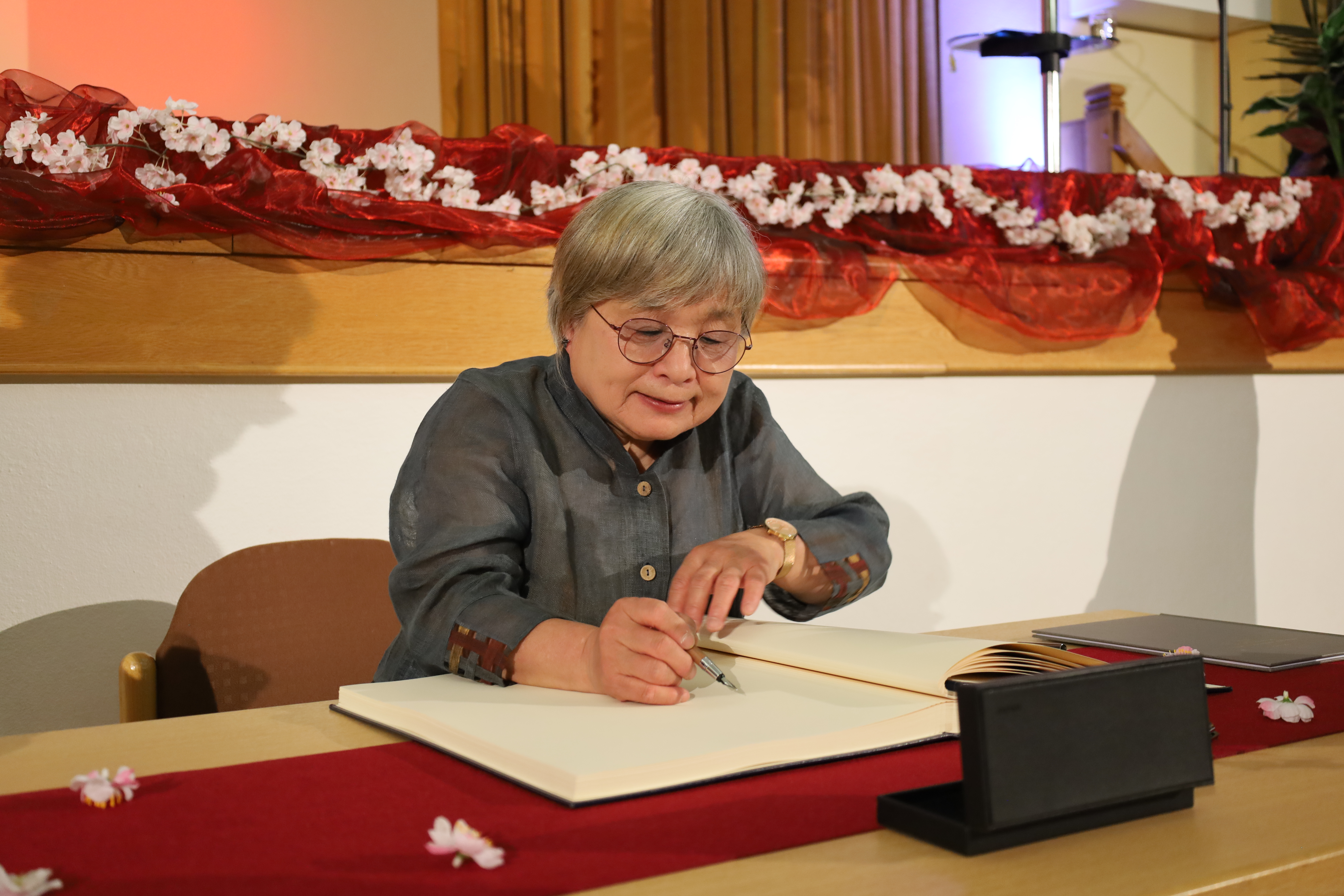
Young-Ae Chon, die Preisträgerin 2022

- 2007 – Utz Rachowski, deutscher Schriftsteller
- 2009 – Thomas Eichhorn, deutscher Übersetzer
- 2011 – Inés Koebel, deutsche Übersetzerin und Autorin
- 2013 – Mireille Gansel, französische Schriftstellerin und Übersetzerin[3]
- 2015 – Uwe Kolbe, deutscher Lyriker und Übersetzer[4]
- 2017 – Prof. Dr. Petro Rychlo, ukrainischer Germanist, Essayist und Übersetzer[5][6]
- 2019 – Stevan Tontić, bosnischer Schriftsteller und Übersetzer[7]
- 2022 – Young-Ae Chon, koreanische Schriftstellerin und Übersetzerin[8]